# Zbehňov
Zbehňov je obec na Slovensku. Nachází se v Košickém kraji, v okrese Trebišov.

## Geografie
Zbehňov leží při východním úpatí Slanských vrchů, v nadmořské výšce kolem 172 m. Do katastrálního území obce spadá i část vodní nádrže Sečovce.

## Dějiny
První písemná zmínka o obci je z roku 1240. Kolem roku 1290 vlastnil zbehňovský statek šlechtic Konrád a jeho synové Matej, Buda a Konrád.

## Symboly obce
K obecním symbolům patří znak, vlajka a pečeť. Znak a vlajka byly navrženy Jánem Frantou a Jurajem Žadanským, přijaté byly 5. července 2001 a registrované v Heraldickém rejstříku Slovenské republiky pod signaturou Z-80/2001.
Znak zobrazuje církevní motiv připomínající architekturu místního řeckokatolického chrámu, přičemž doplňující figury charakterizují zemědělské okolí a převažující stromy (lípy) v obci. V zeleném štítě na zlatém oblém pažitu stříbrné průčelí kostela, provázené nahoře po bocích zprava zlatým trojklasem bez osin, zleva zlatou pětilistou rozkvetlou lipovou ratolestí.
Vlajka se skládá ze čtyř podélných pruhů v poměru 1:2:1:2 v barvách zelené, bílé, zelené a žluté. Vlajka má poměr stran 2:3 a je ukončena třemi cípy sahajícími do třetiny její hloubky.
Pečeť je kulatá, uprostřed s obecním symbolem a kruhopisem OBEC ZBEHŇOV.